# 全国高等学校ラグビーフットボール大会 (徳島県勢)
全国高等学校ラグビーフットボール大会における徳島県勢の成績について記す。
最高成績は第28回大会（1948年）に出場した脇町のベスト4であるが、1大会の勝利数では第43回大会（1963年）出場の美馬商工と第50回大会（1970年）出場の貞光工の2勝が最多である。

## 歴代代表校
| 年度              | 出場校                        | 試合結果 | 試合結果                | 成績     |
| ----------------- | ----------------------------- | -------- | ----------------------- | -------- |
| 1933年（第16回）  | 脇町中（初出場）              | 1回戦    | ● 0 - 40 神戸二中       | 初戦敗退 |
| 1934年（第17回）  | 徳島中（初出場）              | 準々決勝 | ● 0 - 28 台北一中       | 初戦敗退 |
| 1935年（第18回）  | 脇町中（2年ぶり2回目）        | 1回戦    | ○ 9 - 8 崇徳中          | ベスト8  |
| 1935年（第18回）  | 脇町中（2年ぶり2回目）        | 準々決勝 | ● 0 - 16 天理中         | ベスト8  |
| 1936年（第19回）  | 脇町中（2年連続3回目）        | 1回戦    | ● 3 - 13 神戸一中       | 初戦敗退 |
| 1937年（第20回）  | 脇町中（3年連続4回目）        | 1回戦    | ● 11 - 14 天理中        | 初戦敗退 |
| 1941年（第24回）  | 脇町中（4年ぶり5回目）        | 準々決勝 | ● 3 - 9 神戸二中        | 初戦敗退 |
| 1942年（第25回）  | 脇町中（2年連続6回目）        | 1回戦    | ● 0 - 3 松坂商          | 初戦敗退 |
| 1947年（第27回）  | 脇町中（5年ぶり7回目）        | 1回戦    | ● 0 - 3 四条畷          | 初戦敗退 |
| 1948年（第28回）  | 脇町（2年連続8回目）          | 1回戦    | ○ 15 - 0 一宮           | ベスト4  |
| 1948年（第28回）  | 脇町（2年連続8回目）          | 準決勝   | ● 0 - 0 四条畷          | ベスト4  |
| 1949年（第29回）  | 鳴門（初出場）                | 1回戦    | ● 0 - 33 秋田工         | 初戦敗退 |
| 1950年（第30回）  | 川島（初出場）                | 1回戦    | ● 0 - 14 北見           | 初戦敗退 |
| 1951年（第31回）  | 脇町（3年ぶり9回目）          | 1回戦    | ● 11 - 14 水戸農        | 初戦敗退 |
| 1953年（第33回）  | 鳴門（4年ぶり2回目）          | 1回戦    | ● 0 - 17 魚津           | 初戦敗退 |
| 1956年（第36回）  | 城東（初出場）                | 1回戦    | ○ 6 - 0 芦別            | 2回戦    |
| 1956年（第36回）  | 城東（初出場）                | 2回戦    | ● 0 - 14 高崎           | 2回戦    |
| 1957年（第37回）  | 城東（2年連続2回目）          | 1回戦    | ○ 15 - 8 加茂           | 2回戦    |
| 1957年（第37回）  | 城東（2年連続2回目）          | 2回戦    | ● 0 - 9 日大二          | 2回戦    |
| 1958年（第38回）  | 城東（3年連続3回目）          | 1回戦    | ● 3 - 6 日大二          | 初戦敗退 |
| 1959年（第39回）  | 城東（4年連続4回目）          | 1回戦    | ● 3 - 6 西陵商          | 初戦敗退 |
| 1960年（第40回）  | 城東（5年連続5回目）          | 1回戦    | ● 3 - 11 北見北斗       | 初戦敗退 |
| 1961年（第41回）  | 城東（6年連続6回目）          | 1回戦    | ○ 9 - 0 沼津商          | 2回戦    |
| 1961年（第41回）  | 城東（6年連続6回目）          | 2回戦    | ● 0 - 9 保善            | 2回戦    |
| 1962年（第42回）  | 美馬商工（初出場）            | 1回戦    | ● 0 - 21 西陵商         | 初戦敗退 |
| 1963年（第43回）  | 美馬商工（2年連続2回目）      | 1回戦    | ○ 17 - 3 千葉工         | ベスト8  |
| 1963年（第43回）  | 美馬商工（2年連続2回目）      | 2回戦    | ○ 8 - 0 都城工          | ベスト8  |
| 1963年（第43回）  | 美馬商工（2年連続2回目）      | 準々決勝 | ● 0 - 8 保善            | ベスト8  |
| 1964年（第44回）  | 美馬商工（3年連続3回目）      | 1回戦    | ○ 16 - 6 成蹊           | 2回戦    |
| 1964年（第44回）  | 美馬商工（3年連続3回目）      | 2回戦    | ● 3 - 24 天理           | 2回戦    |
| 1965年（第45回）  | 美馬商工（4年連続4回目）      | 1回戦    | ● 0 - 6 魚津            | 初戦敗退 |
| 1966年（第46回）  | 徳島市立（初出場）            | 1回戦    | ● 3 - 6 慶応            | 初戦敗退 |
| 1967年（第47回）  | 貞光工（2年ぶり5回目）        | 1回戦    | ● 6 - 12 白石工         | 初戦敗退 |
| 1968年（第48回）  | 貞光工（2年連続6回目）        | 1回戦    | ○ 19 - 6 羽咋工         | 2回戦    |
| 1968年（第48回）  | 貞光工（2年連続6回目）        | 2回戦    | ● 6 - 16 日川           | 2回戦    |
| 1969年（第49回）  | 徳島工（初出場）              | 1回戦    | ● 8 - 34 熊谷工         | 初戦敗退 |
| 1970年（第50回）  | 貞光工（2年ぶり7回目）        | 1回戦    | ○ 6 - 0 羽咋工          | 3回戦    |
| 1970年（第50回）  | 貞光工（2年ぶり7回目）        | 2回戦    | ○ 18 - 0 興国           | 3回戦    |
| 1970年（第50回）  | 貞光工（2年ぶり7回目）        | 3回戦    | ● 3 - 13 保善           | 3回戦    |
| 1971年（第51回）  | 貞光工（2年連続8回目）        | 1回戦    | ● 3 - 6 遠軽            | 初戦敗退 |
| 1972年（第52回）  | 貞光工（3年連続9回目）        | 1回戦    | ● 4 - 30 日川           | 初戦敗退 |
| 1973年（第53回）  | 徳島工（4年ぶり2回目）        | 1回戦    | ● 8 - 32 関商工         | 初戦敗退 |
| 1974年（第54回）  | 川島（24年ぶり2回目）         | 1回戦    | ● 0 - 66 熊谷工         | 初戦敗退 |
| 1975年（第55回）  | 貞光工（3年ぶり10回目）       | 1回戦    | ● 0 - 28 新潟工         | 初戦敗退 |
| 1976年（第56回）  | 徳島工（3年ぶり3回目）        | 1回戦    | ● 6 - 16 相模台工       | 初戦敗退 |
| 1978年（第58回）  | 貞光工（3年ぶり11回目）       | 1回戦    | ● 6 - 31 秋田工         | 初戦敗退 |
| 1979年（第59回）  | 城南（45年ぶり2回目）         | 1回戦    | ● 14 - 46 熊谷工        | 初戦敗退 |
| 1980年（第60回）  | 貞光工（2年ぶり12回目）       | 1回戦    | ● 9 - 50 東海大相模     | 初戦敗退 |
| 1981年（第61回）  | 城南（2年ぶり3回目）          | 1回戦    | ● 3 - 55 西陵商         | 初戦敗退 |
| 1982年（第62回）  | 川島（8年ぶり3回目）          | 1回戦    | ● 3 - 14 芦別           | 初戦敗退 |
| 1983年（第63回）  | 脇町（32年ぶり10回目）        | 1回戦    | ● 4 - 12 関商工         | 初戦敗退 |
| 1984年（第64回）  | 城南（3年ぶり4回目）          | 1回戦    | ● 3 - 30 日立一         | 初戦敗退 |
| 1985年（第65回）  | 脇町（2年ぶり11回目）         | 1回戦    | ● 6 - 30 黒沢尻工       | 初戦敗退 |
| 1986年（第66回）  | 鳴門（33年ぶり3回目）         | 1回戦    | ● 0 - 3 勿来工          | 初戦敗退 |
| 1987年（第67回）  | 脇町（2年ぶり12回目）         | 1回戦    | ● 4 - 17 鶴来           | 初戦敗退 |
| 1988年（第68回）  | 脇町（2年連続13回目）         | 1回戦    | ● 0 - 39 西陵商         | 初戦敗退 |
| 1989年（第69回）  | 脇町（3年連続14回目）         | 1回戦    | ● 0 - 35 東農大二       | 初戦敗退 |
| 1990年（第70回）  | 脇町（4年連続15回目）         | 1回戦    | ● 0 - 6 山形中央        | 初戦敗退 |
| 1991年（第71回）  | 貞光工（11年ぶり13回目）      | 1回戦    | ● 0 - 16 埼玉工業大深谷 | 初戦敗退 |
| 1992年（第72回）  | 城北（初出場）                | 1回戦    | ● 10 - 29 西陵商        | 初戦敗退 |
| 1993年（第73回）  | 徳島市立（27年ぶり2回目）     | 1回戦    | ● 5 - 19 行田工         | 初戦敗退 |
| 1994年（第74回）  | 貞光工（3年ぶり14回目）       | 1回戦    | ● 17 - 18 東海大一      | 初戦敗退 |
| 1995年（第75回）  | 城北（3年ぶり2回目）          | 1回戦    | ● 19 - 24 鶴来          | 初戦敗退 |
| 1996年（第76回）  | 城東（35年ぶり7回目）         | 1回戦    | ● 14 - 44 巻            | 初戦敗退 |
| 1997年（第77回）  | 徳島市立（4年ぶり3回目）      | 1回戦    | ● 19 - 34 富山工        | 初戦敗退 |
| 1998年（第78回）  | 貞光工（4年ぶり15回目）       | 1回戦    | ● 0 - 63 大東大一       | 初戦敗退 |
| 1999年（第79回）  | 貞光工（2年連続16回目）       | 1回戦    | ● 3 - 83 三本木農       | 初戦敗退 |
| 2000年（第80回）  | 脇町（10年ぶり16回目）        | 1回戦    | ● 5 - 8 砺波            | 初戦敗退 |
| 2001年（第81回）  | 貞光工（2年ぶり17回目）       | 1回戦    | ● 8 - 55 岡谷工         | 初戦敗退 |
| 2002年（第82回）  | 城東（6年ぶり8回目）          | 1回戦    | ● 0 - 27 平工           | 初戦敗退 |
| 2003年（第83回）  | 脇町（3年ぶり17回目）         | 1回戦    | ● 5 - 27 山形中央       | 初戦敗退 |
| 2004年（第84回）  | 貞光工（4年ぶり18回目）       | 1回戦    | ● 0 - 21 関商工         | 初戦敗退 |
| 2005年（第85回）  | 阿波（初出場）                | 1回戦    | ● 6 - 29 新潟工         | 初戦敗退 |
| 2006年（第86回）  | 城東（4年ぶり9回目）          | 1回戦    | ○ 24 - 0 岡谷工         | 2回戦    |
| 2006年（第86回）  | 城東（4年ぶり9回目）          | 2回戦    | ● 7 - 41 名護           | 2回戦    |
| 2007年（第87回）  | 城東（2年連続10回目）         | 1回戦    | ● 8 - 34 日本航空第二   | 初戦敗退 |
| 2008年（第88回）  | 貞光工（4年ぶり19回目）       | 1回戦    | ○ 13 - 7 北見北斗       | 2回戦    |
| 2008年（第88回）  | 貞光工（4年ぶり19回目）       | 2回戦    | ● 0 - 64 茗溪学園       | 2回戦    |
| 2009年（第89回）  | 貞光工（2年連続20回目）       | 1回戦    | ○ 21 - 21 青森北        | 2回戦    |
| 2009年（第89回）  | 貞光工（2年連続20回目）       | 2回戦    | ● 12 - 43 高鍋          | 2回戦    |
| 2010年（第90回）  | 貞光工（3年連続21回目）       | 1回戦    | ● 0 - 81 国学院栃木     | 初戦敗退 |
| 2011年（第91回）  | 貞光工（4年連続22回目）       | 1回戦    | ● 21 - 29 富山第一      | 初戦敗退 |
| 2012年（第92回）  | 貞光工（5年連続23回目）       | 1回戦    | ● 12 - 36 日本航空石川  | 初戦敗退 |
| 2013年（第93回）  | 城北（18年ぶり3回目）         | 1回戦    | ● 0 - 63 東京           | 初戦敗退 |
| 2014年（第94回）  | 徳島科学技術（38年ぶり4回目） | 1回戦    | ● 0 - 40 日本航空石川   | 初戦敗退 |
| 2015年（第95回）  | つるぎ（3年ぶり24回目）       | 1回戦    | ○ 45 - 12 若狭          | 2回戦    |
| 2015年（第95回）  | つるぎ（3年ぶり24回目）       | 2回戦    | ● 17 - 57 関西学院      | 2回戦    |
| 2016年（第92回）  | つるぎ（2年連続25回目）       | 1回戦    | ● 14 - 50 東農大二      | 初戦敗退 |
| 2017年（第97回）  | 城東（10年ぶり11回目）        | 1回戦    | ● 7 - 47 日川           | 初戦敗退 |
| 2018年（第98回）  | 城東（2年連続12回目）         | 1回戦    | ○ 24 - 7 聖光学院       | 2回戦    |
| 2018年（第98回）  | 城東（2年連続12回目）         | 2回戦    | ● 14 - 24 八幡工        | 2回戦    |
| 2019年（第99回）  | 城東（3年連続13回目）         | 1回戦    | ○ 21 - 7 新潟工         | 2回戦    |
| 2019年（第99回）  | 城東（3年連続13回目）         | 2回戦    | ● 0 - 39 日本航空石川   | 2回戦    |
| 2020年（第100回） | 城東（4年連続14回目）         | 1回戦    | ○ 31 - 29 新田          | 2回戦    |
| 2020年（第100回） | 城東（4年連続14回目）         | 2回戦    | ● 5 - 64 尾道           | 2回戦    |
| 2021年（第101回） | 城東（5年連続15回目）         | 1回戦    | ○ 70 - 0 米子工         | 2回戦    |
| 2021年（第101回） | 城東（5年連続15回目）         | 2回戦    | ● 7 - 39 京都成章       | 2回戦    |
| 2022年（第102回） | 城東（6年連続16回目）         | 1回戦    | ● 24 - 26 倉敷          | 初戦敗退 |
| 2023年（第103回） | 城東（7年連続17回目）         | 1回戦    | ○ 45 - 0 遠軽           | 2回戦    |
| 2023年（第103回） | 城東（7年連続17回目）         | 2回戦    | ● 21 - 38 名護          | 2回戦    |
| 2024年（第104回） | 城東（8年連続18回目）         | 1回戦    | ● 19 - 56 長崎北陽台    | 初戦敗退 |

## 学校別成績
（名称は現校名、前身学校時代を含む）
| 校名         | 出場回数 | 全国大会成績 | 備考                  |
| ------------ | -------- | ------------ | --------------------- |
| つるぎ       | 25回     | 9勝25敗      |                       |
| 城東         | 18回     | 9勝18敗      |                       |
| 脇町         | 17回     | 2勝17敗      | ベスト4 1回（1948年） |
| 城南         | 4回      | 0勝4敗       |                       |
| 徳島科学技術 | 4回      | 0勝4敗       |                       |
| 鳴門         | 3回      | 0勝3敗       |                       |
| 川島         | 3回      | 0勝3敗       |                       |
| 徳島市立     | 3回      | 0勝3敗       |                       |
| 城北         | 3回      | 0勝3敗       |                       |
| 阿波         | 1回      | 0勝1敗       |                       |
| 県勢計       |          | 20勝80敗     |                       |

校名対比
- 脇町中 = 脇町
- 徳島中 = 城南
- 美馬商工 = 貞光工 = つるぎ
- 徳島工 = 徳島科学技術